# Homogenia lacteata
Homogenia lacteata là một loài ruồi trong họ Tachinidae.